# Odón I de Lusacia
Odón (u Hodón) I (también Huodo o Huoto) (h. 930 - 13 de marzo de 993) fue margrave en la Marca Sajona Oriental del Sacro Imperio Romano Germánico desde 965 hasta su muerte.

## Vida
Odón fue, si la onomástica es correcta, un hijo (o quizá un sobrino) de Cristián (m. 950), un conde sajón en el Nordthüringgau y Schwabengau de Ostfalia. El conde Cristián, probablemente miembro de la dinastía Billunga, se había casado con Hidda (m. 970), una hermana de Gerón I, margrave de la vasta marca Geronis en las tierras donde vivían los eslavos polabianos. Desde 945 también gobernó sobre la adyacente gau de Serimunt más allá del río Saale. 

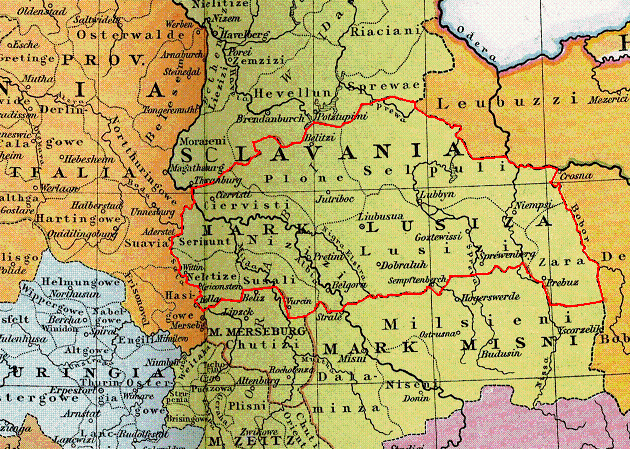
La parte de Odón (perfilada) de la marca Geronis (verde), reconstrucción del.

En 965, el margrave Gerón murió y su gran marca Geronis fue dividida en cinco marcas menores. El conde Tietmaro, un hijo conocido de Hidda, y Odón heredaron amplias zonas de su marca: Odón recibió la llamada marca Orientalis o Marca Oriental, extendiéndose desde el Gau Serimunt en el oeste hasta los puestos más remotos a orillas del río Bóbr en el este, mientras que Tietmaro apareció como margrave del Meissen meridional después de 970. Ambos están enterrados en la abadía de Nienburg, una fundamentación de Tietmaro y su hermano el arzobispo Gerón de Colonia, que también proporciona evidencia de su probable relación.
Odón pasó los primeros años de su gobierno sometiendo las tribus eslavas asentándose en las partes orientales de la Ostmark sajona. Tuvo derechos condales en el gau de Nizizi, abarcando las tierras entre los ríos Mulde, Elba y Elster Negro, y apareció con el título de marchio (margrave) solo en 974, aunque tuvo otros territorios de Marca (oficialmente como un condado) desde 965. En ese mismo año (974), Odón fue convertido en Conde en el Nordthüringgau sajón, rivalizando aún con el margrave Tietmaro.
Odón es principalmente conocido por sus enfrentamientos con el duque Miecislao I polaco. Los polanos eslavos occidentales habían establecido un estado al este de las marcas sajonas y, pretendiendo avanzar en las tierras pomeranias al norte del río Warta, había alcanzado un acuerdo con el difunto margrave Gerón y el emperador Otón I: el título ducal de Miecislao fue confirmado y los polanos pagaron un tributo recurrente al emperador, que era recogido por el margrave Odón. El cronista medieval Tietmaro de Merseburgo relata alegremente que la reputación de Odón con Miecislao era tal que el duque de Polonia «no se habría atrevido, mientras lucía su abrigo de piel, a entrar en una casa donde supiera que iba a estar el margrave, o a permanecer sentado cuando el margrave se levantase».
Cuando en 972 los polanos de nuevo marcharon hacia el centro comercial báltico de Wolin, entraron en conflicto abierto con Odón. El margrave, pretendiendo obligar a Miecislao a pagar tributo del territorio pomeranio entre los ríos Oder y Warta, invadieron esa región. El envejecido emperador Otón, implicados en el matrimonio de su hijo Otón II con la princesa Teófano en la lejana Roma, les ordenó cesar hasta que él mismo pudiera arbitrar su disputa. Sin embargo, Odón atacó las fuerzas de Miecislao y fue derrotado el 24 de junio en la Batalla de Cedynia. Los beligerantes se reconciliaron en la dieta imperial en Quedlinburg un año más tarde.
En 983, Odón tomó parte en los intentos de suprimir la Gran revuelta eslava de las tribus luticias polabianas, pero no fue capaz de impedir la pérdida de la Marca del Norte sajona. También fracasó a la hora de suceder a Tietmaro en el margraviato de Meissen en 979.
Odón dejó un hijo, Sigfrido (m. 1030), quien se convirtió en monje en Nienburg, pero dejó el monasterio a la muerte de su padre para reclamar su herencia. Sin embargo, no prevaleció contra el hijo de Tietmaro Gerón II, quien se convirtió en margrave de la Marca Sajona Oriental en 993. Sigfrido de nuevo apareció como un conde desde 1015, cuando pretendió la Marca Sajona Oriental del hijo de Gerón Tietmaro IV y aliado con el duque Miecislao II de Polonia en la Guerra germano-polaca. Tietmaro IV prevaleció con el apoyo del emperador Enrique II, pero perdió las partes orientales de su marca en favor de Miecislao II en la Paz de Bautzen de 1018.